# Open Barletta 2006
L'Open Barletta 2006 è stato un torneo di tennis facente parte della categoria ATP Challenger Series nell'ambito dell'ATP Challenger Series 2006. Il torneo si è giocato a Barletta in Italia dal 20 marzo 2006 su campi in terra Rossa.

## Vincitori

### Singolare
Jan Hájek ha battuto in finale  Stefano Galvani con il punteggio di 6–2, 6–1

### Doppio
Santiago Ventura /  Fernando Vicente hanno battuto in finale  Flavio Cipolla /  Alessandro Motti con il punteggio di 7–6(2), 4–6, [10-8]